# 赵慧深
赵慧深 （1914年—1967年12月4日），女，四川宜宾人，中国话剧、电影艺术家。文革受难者。

## 生平
戰前主要參加話劇演出，並出演过《马路天使》，是她唯一參演過的電影作品。曾任东北戏曲研究院研究室主任、东北戏曲学校校长、北影厂编辑部副主任。
文革中，她被打成“三反分子”，屡遭批斗，其中一个理由是她曾在《马路天使》中饰演过妓女。1967年12月4日，她一身白衣自杀身亡，年仅53岁。